# Tofete

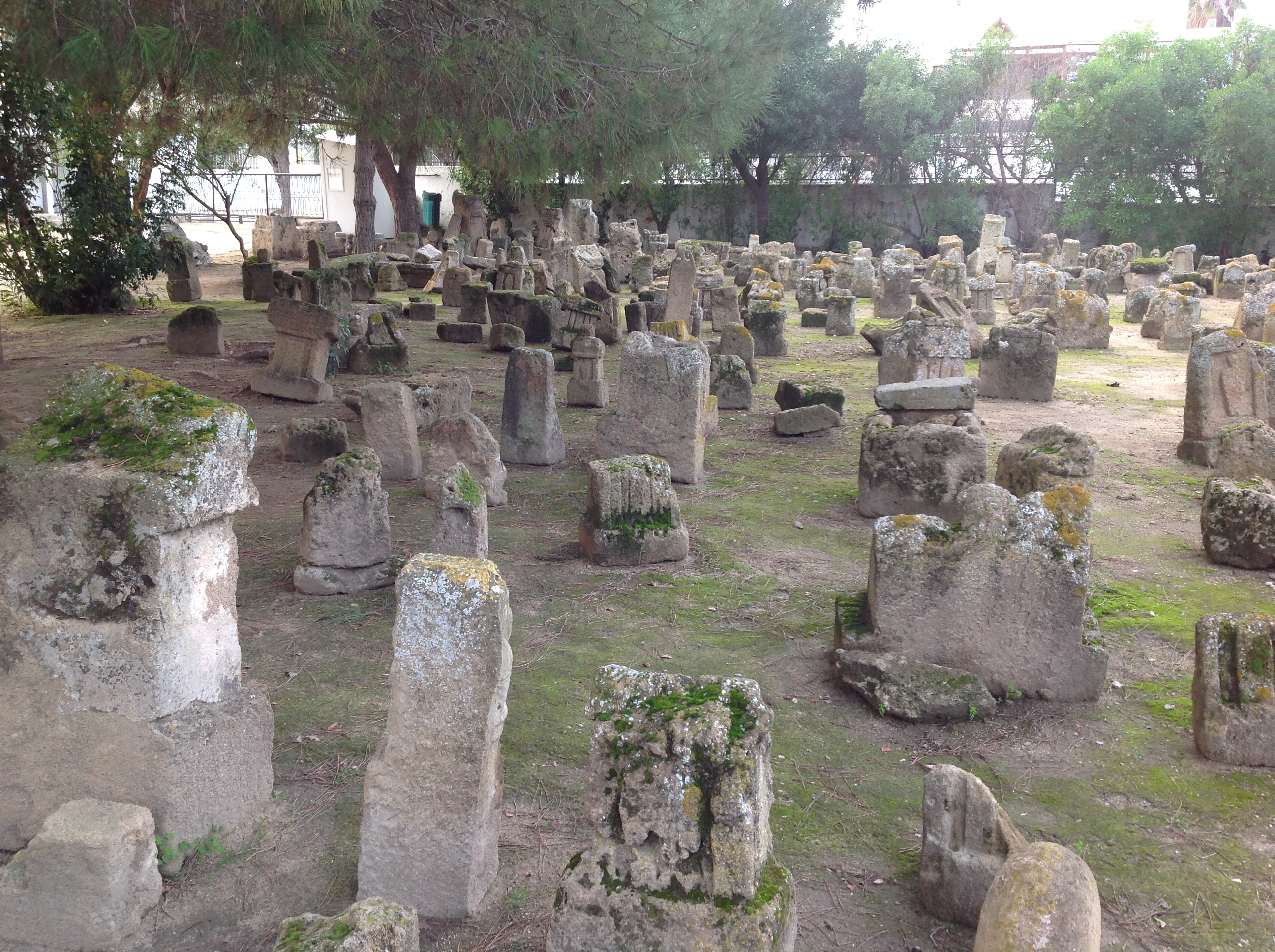
Tofete em Cartago

Tofete (em hebraico:  תופת ha-tōpheth; em grego:  Ταφεθ; em latim: Topheth) significa Lugar de chama. Situava-se no Vale de Hinom ao Sudoeste e ao Sul da antiga Jerusalém. Ali, segundo relatos bíblicos, faziam-se rituais de sacrifício humano dedicados aos deuses locais. Entre esses rituais estava o de sacrificar crianças fazendo com que estas passassem pelo fogo em oferta a Moloque, antigo deus adorado pelos povos que habitavam a península arábica e a região do Oriente Médio, cuja aparência era antropozoomórfica, ou seja, possuía corpo humano e cabeça de boi ou leão.
O profeta Jeremias amaldiçoou o lugar e predisse que o mesmo se tornaria um lugar de morte.

## Ocorrências da palavra noAntigo Testamento
- Isaías 30:33

- Jeremias 7:31; 19:11-14.

- II Reis 23:10

## Referência
1. ↑  Jeremias 32:35 "Outrossim, construíram os altos de Baal, que estão no vale do filho de Hinom, para fazerem seus filhos e suas filhas passar [pelo fogo] a Moloque, coisa que não lhes ordenei nem me subiu ao coração tal coisa detestável com o fim de fazer Judá pecar."
2. ↑  II Reis 23:10: "E ele tornou impróprio para adoração a Tofete, que está no vale dos filhos de Hinom, para que ninguém fizesse seu filho ou sua filha passar pelo fogo para Moloque."
3. ↑  Jeremias 7:32 "'Portanto, eis que vêm dias', é a pronunciação de Jeová, 'em que não mais se dirá [que é] Tofete e o vale do filho de Hinom, mas o vale da matança; e terá de se fazer o sepultamento em Tofete sem haver bastante lugar.
4. ↑  Jeremias 19:6 "'"Portanto, eis que vêm dias", é a pronunciação de Jeová, "em que este lugar não mais será chamado Tofete e vale do filho de Hinom, mas o vale da Matança."